# Torneo de Houston 2024
El U.S. Men's Clay Court Championships 2024 fue un torneo de tenis que perteneció a la ATP en la categoría de ATP Tour 250. Se disputó entre el 1 y el 7 de abril de 2024 sobre polvo de ladrillo en el River Oaks Country Club en Houston (Estados Unidos).

## Distribución de puntos
| Modalidad            | Campeón | Finalista | Semifinales | Cuartos de final | 2ª ronda | 1ª ronda | Clasificados | 2ª ronda de clasificación | 1ª ronda de clasificación |
| Individual masculino | 250     | 165       | 100         | 50               | 25       | 0        | 13           | 7                         | 0                         |
| Dobles masculino     | 250     | 150       | 90          | 45               | 20       | 0        | -            | -                         | -                         |

## Cabezas de serie

### Individuales masculino
| Tenista                 | Ranking | Preclasificado |
| Tommy Paul              | 17      | 1              |
| Francisco Cerúndolo     | 21      | 2              |
| Frances Tiafoe          | 22      | 3              |
| Tomás Martín Etcheverry | 30      | 4              |
| Christopher Eubanks     | 32      | 5              |
| Jordan Thompson         | 34      | 6              |
| Marcos Giron            | 51      | 7              |
| Max Purcell             | 68      | 8              |

- Ranking del 18 de marzo de 2024.[2]

### Dobles masculino
| Tenista                           | Ranking | Preclasificado |
| Austin Krajicek Rajeev Ram        | 8       | 1              |
| Nathaniel Lammons Jackson Withrow | 44      | 2              |
| Julian Cash Robert Galloway       | 89      | 3              |
| Max Purcell Jordan Thompson       | 91      | 4              |

## Campeones

### Individual masculino
Ben Shelton venció a  Frances Tiafoe por 7-5, 4-6, 6-3

### Dobles masculino
Max Purcell /  Jordan Thompson vencieron a  William Blumberg /  John Peers por 7-5, 6-1